# اما کرکبی
اِما کِـرکبی (انگلیسی: Emma Kirkby؛ زادهٔ ۲۶ فوریهٔ ۱۹۴۹) خواننده سوپرانوی اپرا اهل بریتانیا است.
او دانش‌آموختهٔ مطالعات کلاسیک در دانشگاه آکسفورد و یکی از مشهورترین متخصصان موسیقی کهن است و بیش از ۱۰۰ اثر هنری ضبط و منتشر کرده‌است.